# Acanthochelys
Genre
Acanthochelys est un genre de tortues de la famille des Chelidae. Elles sont appelées Platémydes en français.

## Répartition
Les quatre espèces de ce genre se rencontrent dans les lacs et les marécages d'Uruguay, du Brésil, du Paraguay, de la Bolivie et de l'Argentine.

## Description
Il s'agit d'une tortue dulçaquicole et anapside (dépourvue de fentes au niveau du crâne). Elle fait partie du groupe des Pleurodires, qui possèdent un long cou qui ne peut être retiré complètement dans la carapace, mais replié sur le côté.
Elles possèdent des écailles coniques au niveau du cou qui lui donne un aspect particulier et unique par rapport à ces congénères aquatiques.

## Liste des espèces
Selon TFTSG (20 mai 2011) :
- Acanthochelys macrocephala (Rhodin, Mittermeier & McMorris, 1984) - Platémyde à grosse tête
- Acanthochelys pallidipectoris (Freiberg, 1945) - Platémyde à éperons
- Acanthochelys radiolata (Mikan, 1820) - Platémyde radiolée
- Acanthochelys spixii (Duméril & Bibron, 1835) - Platémyde de Spix

## Espèce protégée
Tortues relativement rares. Certaines espèces sont protégées au Brésil car soumises à la pression démographique humaine, à la pollution des marécages et au changement climatique qui s'opère dans ces régions d'Amérique du sud. D'autres espèces vivant dans des biotopes plus reculés (Chaco) sont pour le moment encore relativement préservées.

## Publication originale
- Gray, 1873 : Observations on chelonians, with descriptions of new genera and species. Annals and Magazine of Natural History, ser. 4, vol. 11, p. 289-308 (texte intégral).